# Andrzej Dobber
Andrzej Dobber (ur. 28 maja 1961 w Więcborku) – polski śpiewak operowy (baryton), wyróżniony złotym medalem  oraz wyróżniony Srebrnym Medalem „Zasłużony Kulturze Gloria Artis”, uhonorowany tytułem Kammersänger przez senat miasta Hamburg. We wrześniu 2024 roku uzyskał tytuł doktora sztuk na Akademii Muzycznej im. Ignacego Jana Paderewskiego w Poznaniu.

## Wykształcenie, udział w konkursach wokalnych
Absolwent Akademii Muzycznej w Krakowie w klasie fortepianu, organów i wydziału wokalnego w klasie Heleny Łazarskiej. Początkowo jego głos prowadzony był jako bas i jako bas zdobył nagrody na krajowych konkursach wokalnych: Muzyki Kameralnej im. Kiejstuta Bacewicza w Łodzi (I nagroda, 1983) i Konkursu Sztuki Wokalnej im. Ady Sari w Nowym Sączu (II nagroda, 1985).
Jest laureatem konkursów wokalnych, m.in. Konkursu Wokalnego im. Antonína Dvořáka w Karlowych Warach (II nagroda, 1983), Neue Stimmen w Gütersloh (III nagroda, 1987), Belvedere w Wiedniu (gdzie otrzymał trzy nagrody, m.in. nagrodę dziennikarzy i nagrodę publiczności, 1989) oraz ARD-Musikwettbewerb w Monachium (I nagroda, 1990).

## Kariera artystyczna
Zadebiutował w 1986 roku jako Gremin w Eugeniuszu Onieginie P. Czajkowskiego w Operze Krakowskiej.
Po otrzymaniu stypendium Meistersinger Konservatorium w Norymberdze został zaangażowany do Opery w Norymberdze, gdzie występował we włoskim i niemieckim repertuarze. Pod namową ówczesnego dyrektora muzycznego Christiana Thielemanna przekształcił swój głos na baryton. Po raz pierwszy wykonał partię barytonową Tonia w Pajacach R. Leoncavalla. Po wygraniu konkursu ARD podpisał kontrakt z operą we Frankfurcie nad Menem, gdzie w latach 1991–1994 wystąpił jako: Escamilio w Carmen G. Bizeta, Figaro w Cyruliku sewilskim G. Rossiniego, Demetriusz w Śnie nocy letniej B. Brittena oraz tytułowy bohater w Eugeniuszu Onieginie P. Czajkowskiego.
W latach 90. regularnie zapraszany był do opery w Kolonii oraz Komische Oper w Berlinie. Występował w Bayerische Staatsoper w Monachium, Operze w Lipsku, Semperoper w Dreźnie, zaczął także śpiewać poza granicami Niemiec (Montpellier, Wiedeń, Amsterdam, Bruksela, Tuluza, Malaga). Występował jako m.in.: Tonio, Alfio w Rycerskości wieśniaczej P. Mascagniego, Enrico w Łucji z Lammermooru G. Donizettiego, Daniło w Wesołej wdówce F. Lehára, tytułowy Don Giovanni oraz Hrabia Almaviva i Figaro w Weselu Figara W.A. Mozarta. W roku 1995 zadebiutował także jako Escamillo w Carmen G. Bizeta w Teatrze Wielkim – Operze Narodowej.

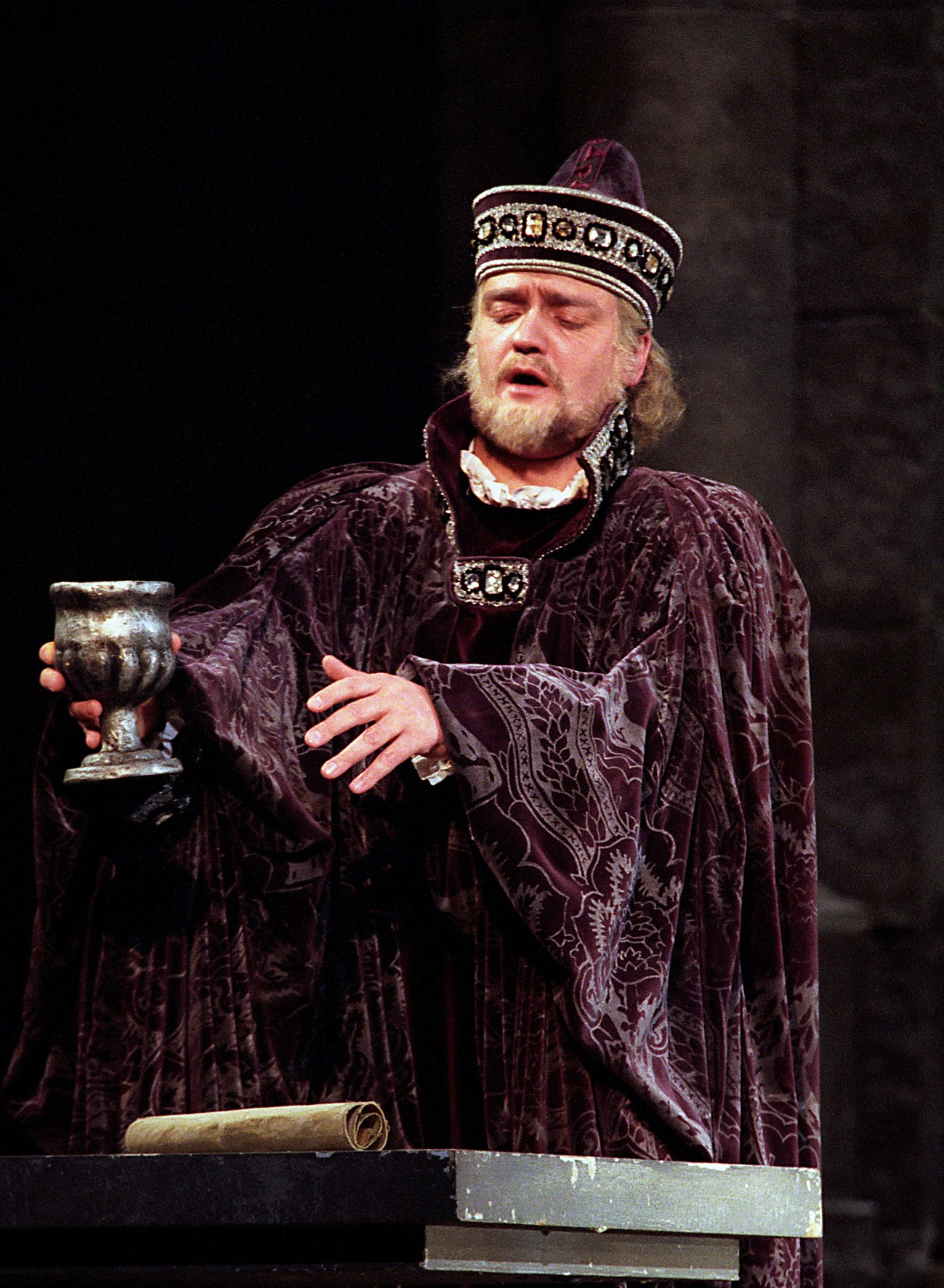
Andrzej Dobber jako Simon Boccanegra, Teatr Wielki-Opera Narodowa, Warszawa, 1997

Ważną verdiowską rolę, tytułowego Simona Boccanegrę, zaśpiewał w 1997 roku w warszawskim Teatrze Wielkim – Operze Narodowej, a następnie w Tuluzie pod dyrekcją Marco Armiliato, w Staatsoper w Wiedniu (2009–2011), a w 2010 roku w mediolańskiej La Scali oraz w Staatsoper Unter den Linden w Berlinie pod batutą Daniela Barenboima. W sezonie 1999/2000 wystąpił po raz pierwszy z mediolańską La Scalą podczas tournée po Japonii z dziełami Verdiego. Zaśpiewał tam Hrabiego Monterone w Rigoletcie. W następnym sezonie, 2000/2001, zaproszono go do Mediolanu na obchody stulecia śmierci G. Verdiego, podczas których wystąpił w roli Hrabiego Luny w nowej produkcji Trubadura pod batutą Riccarda Mutiego. Jego kolejne występy z mediolańską La Scalą to koncerty pod batutą Daniela Barenboima – IX Symfonia L. van Beethovena i Aida G. Verdiego na 100-lecie Teatro Colón w Buenos Aires oraz 60-lecie pracy artystycznej Daniela Barenboima w 2010 roku.
W 2001 roku po raz pierwszy wystąpił na deskach Maggio Musicale Fiorentino jako Hrabia Luna w Trubadurze pod batutą Zubina Mehty. Następnie we Florencji, także z Zubinem Mehtą, śpiewał takie role jak: Attilla, Scarpia, Makbet – w tej ostatniej wystąpił również na festiwalu w Glyndebourne (2007, 2011) i w Royal Albert Hall z London Philharmonic Orchestra pod batutą Daniela Barenboima (2007).
W sezonie 2007/2008 roku zadebiutował jako Amonasro w Aidzie w nowojorskiej Metropolitan Opera i w Avery Fisher Hall podczas Richard-Tucker-Gala (m.in. z Renee Fleming i Marią Guleginą). Kolejne sezony przyniosły debiuty: w londyńskiej Covent Garden Theatre (Giorgio Germont w Traviacie z Anną Nietriebko i Jonasem Kaufmannem), w paryskiej Opéra Bastille (Miller w Luizie Miller) oraz w Palau de les Arts Reina Sofia w Walencji pod batutą Lorina Maazela (Miller). Wystąpił także w spektaklach Balu maskowego (Renato) w Holenderskiej Operze Narodowej w Amsterdamie i Makbeta w Operze Narodowej w Hamburgu, Króla Rogera (rola tytułowa) w Teatrze Maryjskim w Petersburgu i w Operze w Edynburgu pod dyrekcją Walerija Giergijewa, Traviaty w Hamburgu, w Metropolitan Opera oraz w Operze w Los Angeles. W Metropolitan Opera wystąpił również jako Stankar w Stiffeliu pod batutą Plácida Dominga.

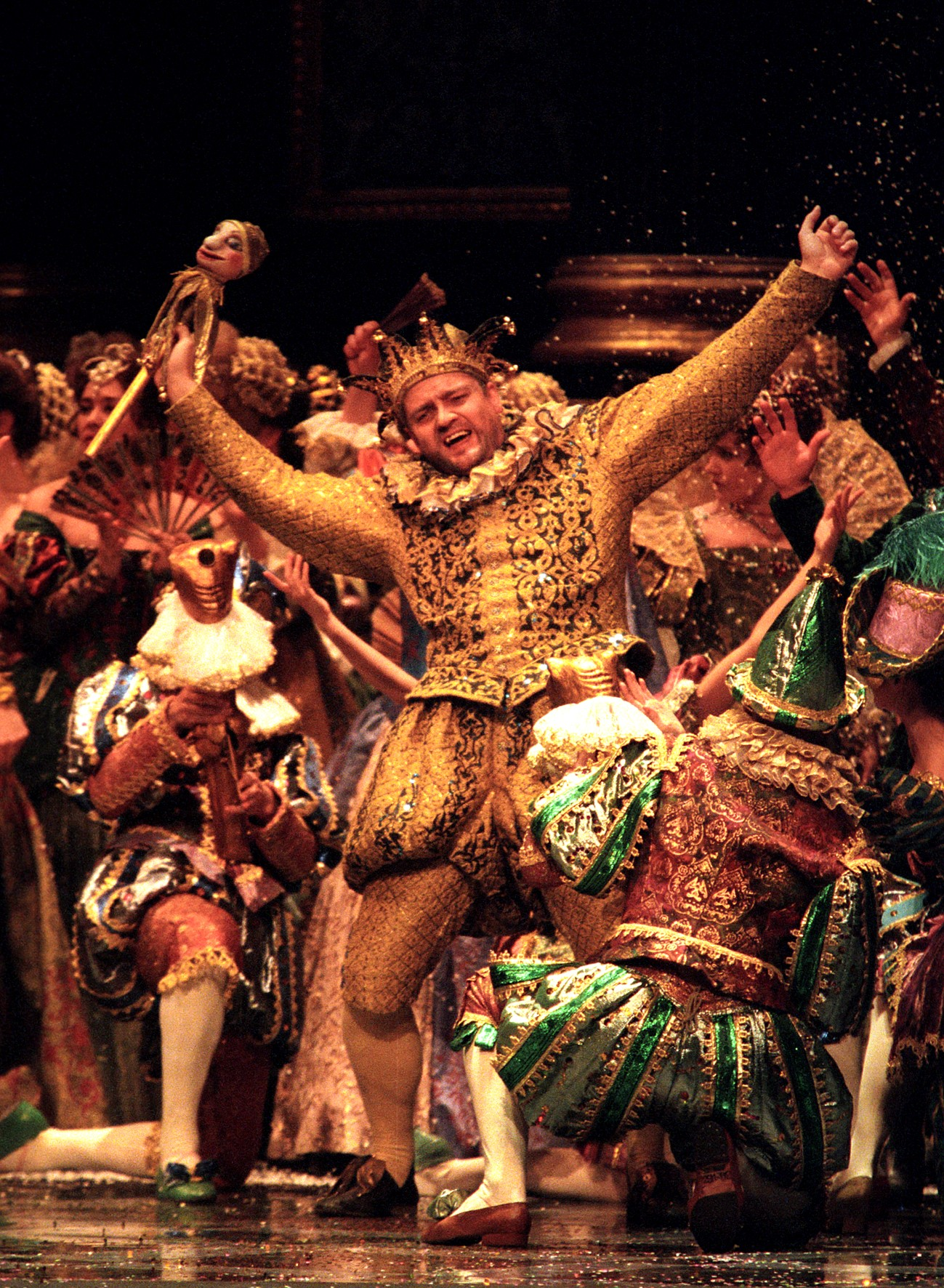
Andrzej Dobber jako Rigoletto, Teatr Wielki-Opera Narodowa, Warszawa, 1999.

Do najważniejszych partii Andrzeja Dobbera zalicza się tytułową rolę w Rigolettcie Giuseppe Verdiego, którą zaśpiewał w teatrach w Dreźnie, Lipsku, Berlinie, Monachium, Hamburgu, Düsseldorfie, Paryżu, Walencji, Genewie, Zurychu, Cincinnati, a także w Warszawie, Krakowie, Wrocławiu i Poznaniu oraz na 200-leciu odzyskania niepodległości Republiki Chile w 2010 roku w obecności prezydenta Sebastiána Piñery.
Bardzo ważną rolą w dorobku artysty jest także baron Scarpia w Tosce G. Pucciniego. Tę rolę kreował m.in. w Teatro del Maggio Musicale Fiorentino we Florencji (2005), w Operze w Houston (2015), w wiedeńskiej Staatsoper (2018) i na wielu scenach niemieckich, m.in. w Berlinie, w Dreźnie.
W 2011 roku wystąpił na otwarciu polskiej prezydencji Unii Europejskiej w roli tytułowej w Królu Rogerze Karola Szymanowskiego w Theatre de la Monnaie w Brukseli w obecności m.in. prezydenta RP, prezydenta Unii Europejskiej, szefa Komisji Europejskiej oraz pary książęcej Belgii.
W sezonie 2012/2013 Andrzej Dobber obchodził 30-lecie swojej pracy artystycznej koncertami w Filharmonii Krakowskiej oraz w Filharmonii Narodowej. Nagrał też solową płytę z orkiestrą Filharmonii Narodowej pod dyrekcją Antoniego Wita. Płyta Andrzej Dobber. Arias. otrzymała nagrodę Fryderyka 2014 w kategorii muzyki poważnej: Album Roku Muzyka Chóralna, Oratoryjna i Operowa.
W lutym 2015 roku, na wniosek Opery w Hamburgu, otrzymał tytuł Kammersänger, przyznawany wybitnym artystom operowym.
W 2017 roku zaśpiewał tam partię Baraka w operze Kobieta bez cienia R. Straussa.
W lutym 2018 r. zadebiutował w roli tytułowej w Holendrze tułaczu R. Wagnera na deskach drezdeńskiej Semperoper. Następnie zaprezentował tę rolę w Gran Opera w Houston oraz w Operze w Hamburgu.
W sezonie 2018/2019 zaśpiewał partię Rigoletta w Teatrze Wielkim w Łodzi i Teatrze Wielkim – Operze Narodowej w Warszawie. Wystąpił jako Scarpia w berlińskiej Staatsoper Unter den Linden i Semperoper.
W styczniu 2024 roku został etatowym solistą Opery Śląskiej. Od tego czasu wystąpił jako Nabucco i Scarpia. W sezonie 2025/2026 wystąpi jako Amonasro, Nabucco i Scarpia.

## Dokonania i działalność artystyczna
W repertuarze Andrzeja Dobbera znajdują się główne partie verdiowskie, takie jak Nabucco, Falstaff, Rigoletto, Jago, Germont, Hrabia Luna, Markiz Posa, Renato, Amonasro, Miller, Francesco Foscari i Simon Boccanegra i pucciniowskie: Scarpia, Jack Rance, Sharpless. Artysta kreuje również role w dziełach Richarda Wagnera, m.in.: Amfortasa, Wolframa, Kurnewala czy tytułowego Holendra oraz Jochanaana czy Orestesa w dziełach Richarda Straussa. Artysta śpiewa też tytułowego Króla Rogera.
Regularnie występuje na scenach najsłynniejszych teatrów operowych świata takich jak: m.in. Metropolitan Opera, La Scala, Covent Garden, Wiener Staatsoper, Opéra Bastille, Lyric Opera of Chicago, La Monnaie, Gran Teatre del Liceu, Komische Oper Berlin, Deutsche Oper Berlin, Staatsoper Unter den Linden, Bayerische Staatsoper, De Nationale Opera w Amsterdamie, Edinburgh Grand Opera, Scottish Opera, Opéra National de Montpellier, Opéra National de Lyon, Théâtre du Capitole de Toulouse, Los Angeles Opera, Houston Grand Opera, Cincinnati Opera, New National Theatre Tokyo, Hong Kong Cultural Centre, Vancouver Opera, Teatr Maryjski, Semperoper Dresden, Aalto Theatre, Staatsoper Hamburg, Oper Köln, Oper Frankfurt, Staatsoper Hannover, Staatstheater Nürnberg, Zurich Opera, Grand Théâtre de Genève, Teatro Comunale, Teatro Comunale di Firenze, Arena di Verona oraz Opera w Tel Awiwie. Brał udział w wielu festiwalach operowych (m.in. Glyndebourne, gdzie zaśpiewał partię Makbeta) oraz Kurwenala w „Tristanie i Izoldzie”.
Wystąpił pod batutą wybitnych dyrygentów, takich jak: Roberto Abbado, Richard Armstrong, Daniel Barenboim, Gary Bertini, Siemion Byczkow, Sylvain Cambreling, Riccardo Chailly, Colin Davis, Władimir Fiedosiejew, Walerij Giergijew, Jakow Krejcberg, Władimir Jurowski, Kazushi Ōno, Lorin Maazel, Zubin Mehta, Roger Norrington, Arnold Oestmann, Kiriłł Pietrienko, Helmuth Rilling, Carlo Rizzi, Giuseppe Sinopoli, Stefan Soltesz, Pinchas Steinberg, Simone Young, Christian Thielemann, Lawrence Foster i Edo de Waart.
Pracował z wieloma wybitnymi reżyserami, takimi jak Franco Zeffirelli, Robert Wilson, Harry Kupfer, Eimuntas Nekrošius, William Friedkin, Wolfgang Langhoff, Richard Jones, Hans-Joachim Frey, Willy Decker i Lew Dodin.
Andrzej Dobber śpiewa także repertuar koncertowy obejmujący dzieła symfoniczne i oratoryjne oraz cykle pieśni.
Śpiewał m.in. z takimi orkiestrami jak NHK Symphony Orchestra, Israel Symphony Orchestra, Berliner Philharmoniker, Wiener Symphoniker, Concertgebouw Orchester, Gewandhausorchester Leipzig, Staatskapelle Dresden, Rundfunk-Sinfonieorchester Berlin czy Sinfonia Varsovia i orkiestra Filharmonii Narodowej.
Jest jurorem licznych konkursów wokalnych w Polsce, m.in. IV Międzynarodowego Konkursu Wokalistyki Operowej im. Adama Didura w Bytomiu (2019), I Ogólnopolskiego Konkursu Wokalnego im. Bogdana Paprockiego w Bydgoszczy (2019).

## Odznaczenia i nagrody
- 2012: Srebrny medal „Zasłużony Kulturze Gloria Artis”[36]
- 2015: Kammersänger (na wniosek Opery Hamburskiej)[2]

## Dyskografia

### Opera
- K. Szymanowski, Król Roger, Andrzej Dobber (Roger), Aleksandra Buczek (Roksana), Rafał Majzner (Edrisi), Pavlo Tolstoy (Pasterz), Radosław Żukowski (Archiereios), Barbara Bagińska (Diakonissa), dyr. Ewa Michnik, Opera Wrocławska, POLSKIE WYDAWNICTWA AUDIOWIZUALNE 5908259554143, 2013 (DVD)
- R. Wagner, Tristan und Isolde, Torsten Kerl (Tristan), Anja Kampe (Isolde), Sarah Connolly (Brangäne), Andrzej Dobber (Kurwenal), Georg Zeppenfeld (König Marke), Trevor Scheunemann (Melot), Andrew Kennedy (Hirt), London Philharmonic Orchestra & Glyndebourne Chorus, dyr. Vladimir Jurowski, GLYNDEBOURNE, No: GFOCD019-09, 2013
- G. Verdi, Aida, Angela Brown (Aida), Roberto Alagna (Radamès), Dolora Zajick (Amneris), Andrzej Dobber (Amonasro), Vitalij Kowaljow (Ramphis), Reinhard Hagen (Il Re), Jennifer Check (Una Sacerdotessa), Michael Myers (Un Messaggero), dyr. Kazushi Ono, Metropolitan Opera, CELESTIAL AUDIO CA 817, 2007
- G. Verdi, Luisa Miller, Ana Maria Martinez (Luisa), Ramón Vargas (Rodolfo), Andrezej Dobber (Miller), Ildar Abdrazakov (Walter), María José Montiel (Federica), Kwangchui Youn (Wurm), dyr. Massimo Zanetti, L’Opéra National de Paris, PREMIERE OPERA LTD., CDNO 3036-3, 2008
- G. Verdi, Otello, Stephen Gould (Otello), Anja Harteros (Desdemona), Andrzej Dobber (Jago), Woo-Kyung Kim (Cassio), cond. Massimo Zanetti, Dresden 10/17/2006, PREMIERE OPERA LTD., 7241-2
- G. Verdi, Makbet, Andrzej Dobber (Makbet), Carol Vaness (Lady Makbet), Andrea Silvestrelli (Banco), Julian Gavin (Macduff), Carlo Bosi (Malcolm), Johanette (Janny) Zomer (Dama), dyr. Carlo Rizzi, Nederlands Philharmonisch Orkest, PREMIERE OPERA LTD., CDNO 1110-2, 2003
- G. Verdi, Makbet, Andrzej Dobber (Makbet), Sylvia Valayre (Lady Makbet), Stanislav Shvets (Banco), Peter Auty (Macduff), Bryan Griffin (Malcolm), Svetlana Sozdateleva (Dama), dyr. Wladimir Jurowski, London Philharmonic Orchestra, Glyndebourne, CELESTIAL AUDIO CA 759, 2007
- G. Verdi, Stiffelio, José Cura (Stiffelio), Sondra Radvanovsky (Lina), Andrzej Dobber (Stabkar), Michael Fabiano (Raffaele), dyr. Plácido Domingo, Met, 30 I 2010, PREMIERE OPERA LTD., 4426-3
- G. Verdi, Traviata, Marina Poplavskaya (Violetta), Ismael Jordi (Alfred), Andrzej Dobber (Germont), Diane Pilcher (Annina)Fredrika Brillemburg (Flora Bervoix), Gregorio González (Gastone), Luigi Roni (Dottore Grenvil), Roger Smeets (Barone Douphol), Herman Wallen (Marchese d’Obigny), dyr. Paolo Carignani, Nederlands Opera, CELESTIAL AUDIO, CA 928, 2009
- G. Verdi, Trubadur, Salvatore Licitra (Manrico), Barbara Frittoli (Leonora), Andrzej Dobber (Luna), Violeta Urmana (Azucena), Giorgio Giuseppini (Ferrando), Tiziana Tramonti (Ines), Ernesto Gavazzi (Ruiz), Ernesto Panariello (Un vecchio zingaro), dyr. Riccardo Muti, La Scala, HOUSE OF OPERA, CDWW 1257, 2001 (2 CD)

### Recital
- Andrzej Dobber, Arias, Orkiestra Symfoniczna Filharmonii Narodowej, dyr. Antoni Wit, DUX, 0959, 2013.

### Oratoria
- H.M. Górecki, Beatus vir (op. 38), Symfonia Nr 2 „Kopernikowska” (op. 31) Zofia Kilanowicz, Andrzej Dobber, Narodowa Orkiestra Symfoniczna Polskiego Radia w Katowicach, dyr. Antoni, Wit, Naxos, No: 8.555375, 2000

## Repertuar

### Partie operowe
- G. Bizet, Carmen, Escamillo
- W. Braunfels, Ptaki, Dudek (Wiedehopf)
- A. Borodin, Kniaź Igor (partia tytułowa)
- P. Czajkowski, Eugeniusz Oniegin (rola tytułowa)
- P. Czajkowski, Dama pikowa, Tomski
- G. Donizetti, Łucja z Lammermoor, Henryk
- P. Hindemith, Neues vom Tage, Eduard
- L. Janáček, Przypadek Makropulos, Jaroslav Prus
- F. Lehár, Wesoła wdówka, Daniło Daniłowicz
- R. Leoncavallo, Pajace, Tonio
- P. Mascagni, Rycerskość wieśniacza, Alfio
- W.A. Mozart, Czarodziejski flet, Papageno
- W.A. Mozart, Don Giovanni (rola tytułowa)
- W.A. Mozart, Rzekoma ogrodniczka, Nardo
- W.A. Mozart, Wesele Figara, Hrabia
- H. Pfitzner, Palestrina, Giovanni Morone
- G. Puccini, Cyganeria, Marcello
- G. Puccini, Dziewczyna z Zachodu, Jack Race
- G. Puccini, Madame Butterfly, Sharpless
- G. Puccini, Manon Lescaut, Lescaut
- G. Puccini, Tosca, Scarpia
- N. Rimski-Korsakow, Carska narzeczona (Grigorij Grjasnoj),
- N. Rimski-Korsakow, Legenda o niewidzialnym grodzie Kiteziu, Fjodor Pojarok
- G. Rossini, Cyrulik sewilski, Figaro,
- G. Rossini, Kopciuszek, Dandini
- R. Strauss, Ariadna na Naxos (Nauczyciel muzyki)
- R. Strauss, Capriccio, Hrabia
- R. Strauss, Elektra, Orestes
- R. Strauss, Kobieta bez cienia, Barak
- R. Strauss, Salome, Jochanaan
- K. Szymanowski, Król Roger (rola tytułowa)
- R. Wagner, Holender Tułacz (rola tytułowa)
- R. Wagner, Lohengrin, Herold
- R. Wagner, Parsifal, Amfortas,
- R. Wagner, Tannhäuser, Wolfram
- R. Wagner, Tristan i Izolda, Kurwenal
- G. Verdi, Aida, Amonasro
- G. Verdi, Attila, Ezio
- G. Verdi, Bal maskowy, Renato
- G. Verdi, Don Carlos, Rodrigo
- G. Verdi, Dwaj Foskariusze (I due Foscari), Francesco Foscari
- G. Verdi, Falstaff (partia tytułowa)
- G. Verdi, Luisa Miller, Miller
- G. Verdi, Makbet (partia tytułowa)
- G. Verdi, Moc przeznaczenia, Don Carlos
- G. Verdi, Nabucco (partia tytułowa)
- G. Verdi, Otello, Jago
- G. Verdi, Stiffelio, Stankar
- G. Verdi, Rigoletto (partia tytułowa)
- G. Verdi, Szymon Boccanegra (partia tytułowa)
- G. Verdi, Traviata, Giorgio Germont
- G. Verdi, Trubadur, Hrabia Luna